# Ellissoide degli indici di rifrazione
L'ellissoide degli indici di rifrazione è uno strumento matematico per descrivere in maniera completa come varia l'indice di rifrazione di un materiale anisotropo a seconda della direzione di propagazione di un'onda elettromagnetica al suo interno.
Si può dimostrare che in ogni materiale è sempre possibile definire 3 assi ottici, in base ai quali si scrive l'ellissoide degli indici in forma canonica
{\displaystyle {\frac {x^{2}}{n_{1}^{2}}}+{\frac {y^{2}}{n_{2}^{2}}}+{\frac {z^{2}}{n_{3}^{2}}}=1}
Nei materiali birifrangenti, due degli assi sono identici tra loro (ovvero, c'è simmetria cilindrica), per cui l'ellissoide degli indici è scrivibile come
{\displaystyle {\frac {x^{2}}{n_{o}^{2}}}+{\frac {y^{2}}{n_{o}^{2}}}+{\frac {z^{2}}{n_{e}^{2}}}=1}
dove {\displaystyle n_{o}} è detto indice di rifrazione ordinario e {\displaystyle n_{e}} è detto indice di rifrazione straordinario e il suo asse è detto asse ottico (nel nostro caso, l'asse z).

Un'onda elettromagnetica che si propaghi con il suo vettore d'onda parallelo all'asse ottico vede l'indice di rifrazione ordinario per ogni polarizzazione del campo elettrico, mentre potrà vedere un indice di rifrazione variabile tra {\displaystyle n_{o}} ed {\displaystyle n_{e}} se il suo vettore d'onda non è parallelo all'asse ottico.

In alcuni casi, può capitare di aver disponibile l'equazione non canonica dell'ellisse degli indici, ovvero un'equazione del tipo  
{\displaystyle ax^{2}+by^{2}+cz^{2}+2dxy+2exz+2fyz=1}

In questo caso, grazie al teorema spettrale, ci si può ricondurre alla forma canonica tramite un cambiamento di base. La maniera più semplice per compiere questa operazione è la seguente:

1) Scrivere l'equazione non canonica in forma matriciale, ovvero in una espressione del tipo {\displaystyle \mathbf {x} ^{T}\mathbf {Mx} =1}:
{\displaystyle [x\,y\,z]\cdot \left[{\begin{array}{ccc}a&d&e\\d&b&f\\e&f&c\end{array}}\right]\cdot \left[{\begin{array}{c}x\\y\\z\end{array}}\right]=1};
2) Detta {\displaystyle \mathbf {M} =\left[{\begin{array}{ccc}a&d&e\\d&b&f\\e&f&c\end{array}}\right]}, gli autovalori di M sono gli indici di rifrazione nel sistema canonico, mentre i suoi autovettori sono gli assi del sistema canonico espressi nel sistema in cui si sta lavorando